# Tomoplagia brasiliensis
Tomoplagia brasiliensis är en tvåvingeart som beskrevs av Prado, Norrbom och Lewinsohn 2004. Tomoplagia brasiliensis ingår i släktet Tomoplagia och familjen borrflugor. Inga underarter finns listade i Catalogue of Life.